# Chính sách thị thực của Bahrain
Du khách đến Bahrain phải xin thị thực từ trước trừ khi họ đến từ một trong những quốc gia được miễn thị thực hoặc xin thị thực tại cửa khẩu. Hộ chiếu phải có hiệu lực 6 tháng từ ngày nhập cảnh và du khách phải có vé khứ hồi hoặc chuyển tiếp.

## Bản đồ chính sách thị thực

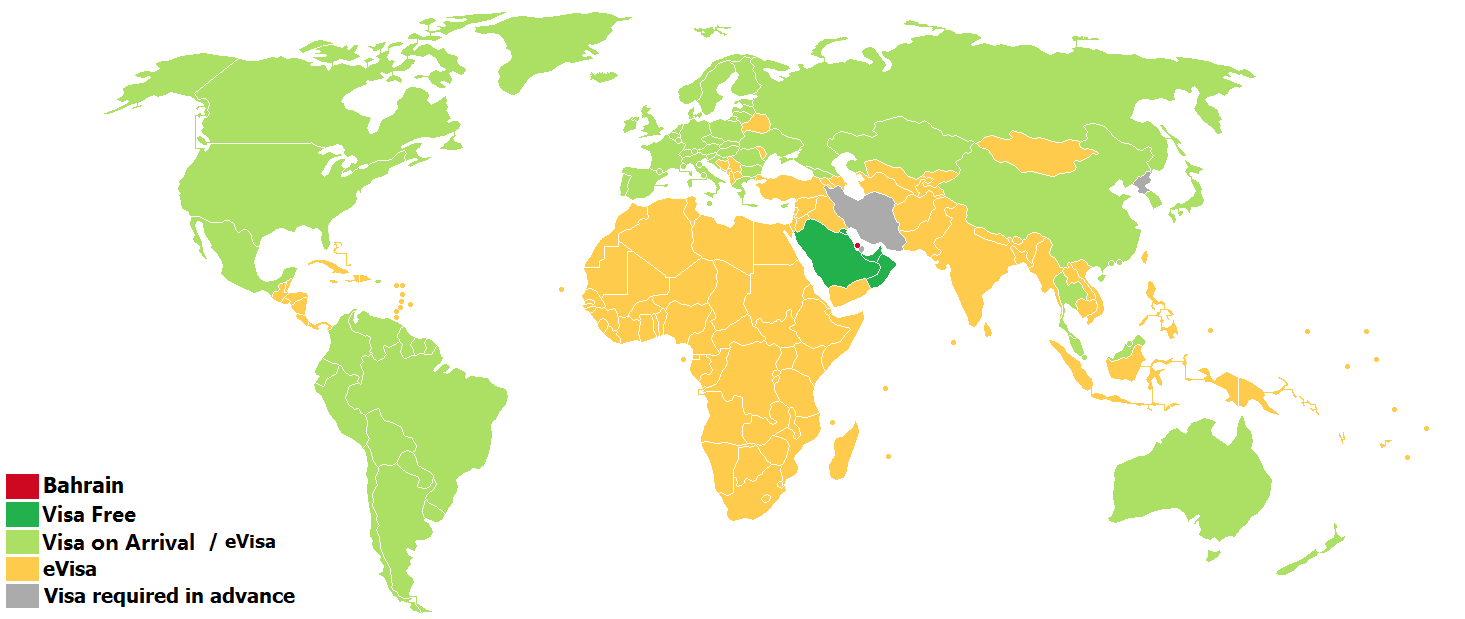
Chính sách thị thực Bahrain

## Cải cách
Tháng 10 năm 2014, Bahrain thực hiện chính sách thị thực mới giúp du khách dễ xin thị thực hơn. Du khách phải có hộ chiếu có hiệu lực ít nhất 6 tháng để đến Bahrain. Tuy nhiên, du khách từ các quốc gia được cho phép có thể xin thị thực điện tử hoặc khi họ đến cửa khẩu. Bahrain đã cấp nhiều thị thực hơn kể từ khi chính sách thị thực thay đổi. Từ tháng 4 năm 2015, Bahrain bắt đầu gửi người xin chứng nhập trạng thái đơn xin của họ qua tin nhắn.
Tháng 11 năm 2016, Bahrain áp dụng chính sách thị thực mới cho phép ở lại 2 tuần với thị thực nhập cảnh 1 lần và 90 ngày với thị thực nhập cảnh nhiều lần có hiệu lực 1 năm. Ngoài ra, thị thực nhập cảnh nhiều lần có hiệu lực 3 tháng cho phép mỗi lần ở lại 1 tháng. Công dân Canada, Ireland, Vương quốc Anh và Hoa Kỳ có thể xin thị thực nhập cảnh nhiều lần có hiệu lực 5 năm được ở lại 90 ngày mỗi lần nhập cảnh.

## Miễn thị thực
Công dân của các quốc gia sau không cần thị thực để đến Bahrain và có thể dùng thẻ căn cước để vào quốc gia này:
| - Kuwait - Oman - Ả Rập Xê Út - Các Tiểu vương quốc Ả Rập Thống nhất |

## Thị thực tại cửa khẩu hoặc thị thực điện tử
Citizens of the following countries and territories may obtain a visa on arrival or online for stays up to 1 month (3 months for the UK and Irish citizens):
| - Tất cả công dân Liên minh Châu Âu - Andorra - Argentina - Úc - Bolivia - Brasil - Brunei - Canada - Chile - Trung Quốc - Colombia - Ecuador - Guyana | - Hồng Kông - Iceland - Nhật Bản - Kazakhstan - Liechtenstein - Macao - Malaysia - Mexico - Monaco - New Zealand - Na Uy - Paraguay - Peru | - Nga - San Marino - Singapore - Hàn Quốc - Suriname - Thụy Sĩ - Thái Lan - Thổ Nhĩ Kỳ - Hoa Kỳ - Uruguay - Thành Vatican - Venezuela |  |

Thị thực phải được sử dụng trong vòng 30 ngày kể từ ngày phê chuẩn. Thị thực nhập cảnh nhiều lần có hiệu lực 3 tháng kể từ lúc nhập cảnh. Mỗi lần nhập cảnh thời hạn ở lại tối đa là 1 tháng, có thể gia hạn thêm 2 lần.
Công dân của các quốc gia Hội đồng Hợp tác vùng Vịnh, những người có thể ở lại hơn 6 tháng tại quốc gia định cư của họ và nghề nghiệp của họ nằm trong danh sách được cho phép, cũng có thể xin thị thực 72 giờ hoặc 7 ngày tại cửa khẩu sân bay.
Người sở hữu hộ chiếu ngoại giao, công vụ hoặc đặc biệt có thể xin thị thực tại cửa khẩu.

## Chỉ thị thực điện tử
Công dân của các quốc gia và vùng lãnh thổ sau có thể xin thị thực điện tử có hiệu lực 14 ngày:
| - Antigua và Barbuda - Bahamas - Barbados - BOTCs - Cameroon - Cuba - Dominica - Cộng hòa Dominica - Ai Cập - Gabon - Ghana | - Grenada - Haiti - India - Indonesia - Bờ Biển Ngà - Jamaica - Jordan - Kenya - Mauritius - Maroc - Mozambique | - Pakistan - Qatar - Saint Kitts và Nevis - Saint Lucia - Saint Vincent và Grenadines - Senegal - Seychelles - Nam Phi - Đài Loan - Trinidad và Tobago |  |

Người xin phải cung cáp scan bản sao vé máy bay, hộ chiếu và đặt khách sạn. Thị thực điện tử có hiệu lực 30 ngày kể từ ngày phê chuẩn. Đơn xin được xử lý trong khoảng 3 đến 5 ngày làm việc.
Công dân của các quốc gia khác phải có người bảo lãnh để xin thị thực.